# Pseudaulonium latum
Pseudaulonium latum es una especie de coleóptero de la familia Zopheridae.

## Distribución geográfica
Habita en Brasil.